# Paralithodes rathbuni
Paralithodes rathbuni är en kräftdjursart som först beskrevs av James Everard Benedict 1895.  Paralithodes rathbuni ingår i släktet Paralithodes och familjen trollkrabbor. Inga underarter finns listade i Catalogue of Life.

## Bildgalleri

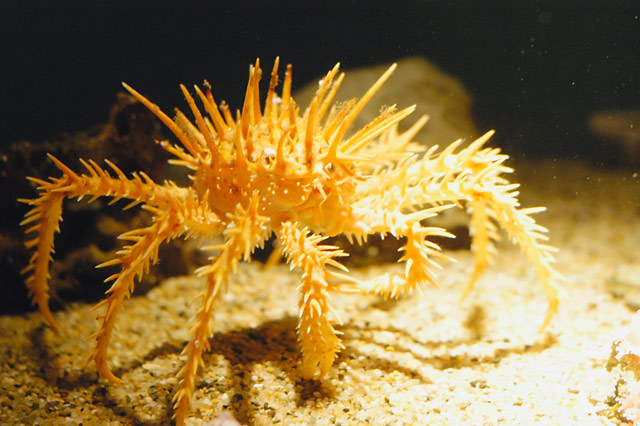